# Record d'Europe du 400 mètres haies
Pour un article plus général, voir Records d'Europe d'athlétisme.
Les records d'Europe du 400 mètres haies sont actuellement détenus par le Norvégien Karsten Warholm avec le temps de 45 s 94, établi le 3 aout 2021 lors de la finale des Jeux Olympiques de Tokyo. Il améliore de plus de 7 dixièmes sa marque du meeting des Bislett Games à Oslo un mois plus tôt. Le record féminin a été réalisé par la Néerlandaise Femke Bol avec le temps de 50 s 95 établi le 14 juillet 2024 lors du meeting Résisprint International de La Chaux-de-Fonds.
Le premier record d'Europe du 400 m haies homologué par l'Association européenne d'athlétisme est celui du Suédois Sten Pettersson en 1925 avec le temps de 53 s 8. En 1968, le Britannique David Hemery devient officiellement le premier détenteur du record d'Europe de la discipline mesuré à l'aide du chronométrage électronique avec son temps de 48 s 12 établi lors des Jeux olympiques de Mexico.

## Hommes
19 records d'Europe masculins ont été homologués par l'AEA.
| Temps                      | Athlète                   | Lieu     | Date              |
| -------------------------- | ------------------------- | -------- | ----------------- |
| Chronométrage manuel       |                           |          |                   |
| 53 s 8                     | Sten Pettersson           | Paris    | 4 octobre 1925    |
| 52 s 4                     | Sten Pettersson           | Cologne  | 7 août 1928       |
| 52 s 4                     | Luigi Facelli             | Bologne  | 6 octobre 1929    |
| 51 s 6                     | Friedrich-Wilhelm Hölling | Berlin   | 9 juillet 1939    |
| 51 s 6                     | Jean-Claude Arifon        | Paris    | 9 septembre 1948  |
| 51 s 6                     | Armando Filiput           | Milan    | 8 octobre 1950    |
| 50 s 4                     | Yuriy Lituyev             | Budapest | 20 septembre 1953 |
| 49 s 9                     | Helmut Janz               | Rome     | 2 septembre 1960  |
| 49 s 7                     | Salvatore Morale          | Rome     | 15 octobre 1961   |
| 49 s 2                     | Salvatore Morale          | Belgrade | 14 septembre 1962 |
| 49 s 1 (A)                 | Rainer Schubert           | Mexico   | 13 octobre 1968   |
| 49 s 1 (A)                 | Gerhard Hennige           | Mexico   | 14 octobre 1968   |
| 49 s 1 (A)                 | Roberto Frinolli          | Mexico   | 14 octobre 1968   |
| 48 s 1 (A)                 | David Hemery              | Mexico   | 15 octobre 1968   |
| Chronométrage électronique |                           |          |                   |
| 48 s 12 (A)                | David Hemery              | Mexico   | 15 octobre 1968   |
| 47 s 85                    | Harald Schmid             | Turin    | 4 août 1979       |
| 47 s 48                    | Harald Schmid             | Athènes  | 8 septembre 1982  |
| 47 s 48                    | Harald Schmid             | Rome     | 2 septembre 1987  |
| 47 s 37                    | Stéphane Diagana          | Lausanne | 5 juillet 1995    |
| 47 s 33                    | Karsten Warholm           | Oslo     | 13 juin 2019      |
| 47 s 12                    | Karsten Warholm           | Londres  | 20 juillet 2019   |
| 46 s 92                    | Karsten Warholm           | Zurich   | 29 août 2019      |
| 46 s 70                    | Karsten Warholm           | Oslo     | 1er juillet 2021  |
| 45 s 94                    | Karsten Warholm           | Tokyo    | 3 aout 2021       |

## Femmes
18 records d'Europe féminins ont été homologués par l'AEA.
| Temps   | Athlète               | Lieu              | Date              |
| ------- | --------------------- | ----------------- | ----------------- |
| 56 s 51 | Krystyna Kacperczyk   | Augsbourg         | 13 juillet 1974   |
| 55 s 74 | Tatyana Storozheva    | Karl-Marx-Stadt   | 26 juin 1977      |
| 55 s 63 | Karin Rossley         | Helsinki          | 13 août 1977      |
| 55 s 44 | Krystyna Kacperczyk   | Berlin            | 18 août 1978      |
| 55 s 31 | Tatiana Zelentsova    | Podolsk           | 19 août 1978      |
| 54 s 89 | Tatiana Zelentsova    | Prague            | 2 septembre 1978  |
| 54 s 78 | Marina Makeyeva       | Moscou            | 27 juillet 1979   |
| 54 s 28 | Karin Rossley         | Iéna              | 18 mai 1980       |
| 54 s 02 | Ana Ambrazienė        | Moscou            | 11 juin 1983      |
| 53 s 58 | Margarita Ponomaryova | Kiev              | 22 juin 1984      |
| 53 s 55 | Sabine Busch          | Berlin            | 22 septembre 1985 |
| 53 s 32 | Marina Stepanova      | Stuttgart         | 30 août 1986      |
| 52 s 94 | Marina Stepanova      | Tachkent          | 19 septembre 1986 |
| 52 s 74 | Sally Gunnell         | Stuttgart         | 19 août 1993      |
| 52 s 34 | Yuliya Pechonkina     | Toula             | 8 août 2003       |
| 52 s 03 | Femke Bol             | Tokyo             | 4 août 2021       |
| 51 s 45 | Femke Bol             | Londres           | 23 juillet 2023   |
| 50 s 95 | Femke Bol             | La Chaux-de-Fonds | 14 juillet 2024   |